# ジャン1世 (ブルボン公)
ジャン1世（Jean Ier, 1381年 - 1434年2月5日）は、第4代ブルボン公（在位：1410年 - 1434年）、クレルモン伯。ルイ2世とその妻のフォレ女伯アンヌの長男。

## 生涯
継承前のクレルモン伯時代の1400年にベリー公ジャン1世の娘マリーと結婚し、オーヴェルニュ公位とモンパンシエ伯位を得た。この結婚でベリー公の死後2つの領土はクレルモン伯とマリー夫妻に相続されるが、2人の男系子孫が断絶した場合はこれらを含むブルボン家の所領を全て王家に返上する条件が決められた。2人の間には3男が生まれた。
- シャルル（1401年 - 1456年） - ブルボン公。
- ルイ（1403年 - 1412年）
- ルイ（1405年 - 1486年） - モンパンシエ伯。ブルボン公シャルル3世の祖父。

1410年に父が亡くなりブルボン公位を継承、同年に舅のベリー公・相婿のアルマニャック伯ベルナール7世、オルレアン公シャルルらと共にアルマニャック派に加わり、ブルゴーニュ派を率いるブルゴーニュ公ジャン1世（無怖公）と衝突、1411年のピカルディー攻撃、1412年のイングランドとの密約、1413年のカボシュの反乱に乗じたパリ奪取に加わった。
1415年にアジャンクールの戦いでイングランド軍の捕虜となり、ロンドンで虜囚として1434年に死んだ。所領は妻マリーが管理していたが、1416年にベリー公が死んで受け継がれるはずだったオーヴェルニュとモンパンシエの継承を王家が認めなかったため、これらが息子シャルルに受け継がれるには9年後の1425年までかかった。